# 왕이 된 남자
《왕이 된 남자》(王이 된 男子)는 tvN에서 2019년 1월 7일부터 2019년 3월 4일까지 방영된 tvN 월화 드라마이며, 2012년 영화 《광해, 왕이 된 남자》를 리메이크했다.

## 줄거리
잦은 변란과 왕위를 둘러싼 권력 다툼에 혼란이 극에 달한 조선 중기, 임금이 자신의 목숨을 노리는 자들로부터 벗어나기 위해 쌍둥이보다 더 닮은 광대를 궁에 들여놓으며 펼쳐지는 이야기를 그린 드라마.

## 등장 인물

### 주요 인물
- 여진구 : 하선 역 - 광대 / 이헌 역 - 임금, 소운의 지아비
- 김상경 : 이규 역 - 도승지, 호 학산
- 이세영 : 유소운 역 - 중궁전의 주인, 내명부의 수장

### 하선의 주변 인물
- 장광 : 조 내관 역 - 상다(尙茶) 어르신
- 윤종석 : 장무영 역 - 무관
- 신수연 : 달래 역 - 하선의 누이, 광대
- 윤경호 : 갑수 역 - 광대, 하선과 달래의 아재

### 소운의 주변 인물
- 오하늬 : 애영 역 - 중궁전 본방나인
- 김수진 : 박 상궁 역 (우정출연) - 중궁전 상궁

### 이헌의 주변 인물
- 권해효 : 신치수 역 - 좌의정
- 장영남 : 대비 역 - 선왕의 계비, 경인대군의 모친
- 이무생 : 진평군 역 - 임금의 조카뻘 되는 종친
- 민지아 : 김 상궁 역 - 대전 지밀상궁
- 최규진 : 신이겸 역 - 신치수의 아들, 사간원 정언
- 서윤아 : 선화당 역 - 신치수의 질녀, 이헌의 후궁
- 이미은 : 장 상궁 역 - 대비전 상궁
- 박시은 : 계환 역 (우정출연) - 수라간 나인

### 이규의 주변 인물
- 정혜영 : 운심 역 - 기생
- 이윤건 : 유호준 역 - 부원군, 소운의 아버지
- 이규한 : 주호걸 역 - 전 예조판서 주의영의 얼자, 관노
- 최무인 : 이한종 역 - 문관, 호조판서
- 이창직 : 서장원 역 - 문관, 예조판서
- 장성원 : 정생 역 - 작은 절의 스님, 서자 출신 혁명가, 의관 출신

### 그 외 인물
- 김로사 : 명 상궁 역 - 중궁전 상궁
- 김익태 : 어의 역
- 안은진 : 후궁 역
- 나동현 : 야바위꾼 역
- 엄지만 : 엄일괴(명나라 사신) 역
- 최시훈 : 군졸 역
- 홍서준 : 형조판서 역
- 김형묵 : 범차 역
- 전은미 : 시장 상인 역
- 이동희 : 아범 - 신치수의 하인 중 한명으로 오른팔역으로 봐도 무관함. 도승지의 뒤를 밟고 하선의 정체를 신치수에게 밝힌 자를 죽임.

### 특별출연
- 장혁 : 부왕 역 - 이헌의 아버지
- 윤박 : 기성군 역
- 대도서관 : 야바위꾼 역
- 권혁수 : 능창부원군 역 - 대비의 아버지

## 시청률
최저 시청률과 최고 시청률은 시청률 조사회사와 지역별로 시청률에 차이가 있을 수 있습니다.
| 2019년      | 2019년      | 2019년         | 2019년       | 2019년         |
| 회차        | 방송일      | AGB 전국       | AGB 전국     | TNmS 시청률    |
| 회차        | 방송일      | 대한민국(전국) | 서울(수도권) | 대한민국(전국) |
| ----------- | ----------- | -------------- | ------------ | -------------- |
| 제1회       | 1월 7일     | 5.709%         | 6.130%       | 5.6%           |
| 제2회       | 1월 8일     | 6.559%         | 7.212%       | 6.0%           |
| 제3회       | 1월 14일    | 8.022%         | 9.802%       | 6.9%           |
| 제4회       | 1월 15일    | 8.933%         | 9.515%       | 7.1%           |
| 제5회       | 1월 21일    | 8.053%         | 8.939%       | 7.5%           |
| 제6회       | 1월 22일    | 7.597%         | 7.962%       | 6.5%           |
| 제7회       | 1월 28일    | 8.375%         | 9.434%       | 7.2%           |
| 제8회       | 1월 29일    | 9.455%         | 10.092%      | %              |
| 제9회       | 2월 4일     | 6.576%         | 6.899%       | %              |
| 제10회      | 2월 11일    | 8.240%         | 8.983%       | 7.3%           |
| 제11회      | 2월 12일    | 9.316%         | 10.179%      | 8.2%           |
| 제12회      | 2월 18일    | 8.695%         | 9.110%       | 7.5%           |
| 제13회      | 2월 19일    | 10.002%        | 11.119%      | 8.5%           |
| 제14회      | 2월 25일    | 8.698%         | 9.757%       | 7.5%           |
| 제15회      | 2월 26일    | 9.472%         | 10.007%      | %              |
| 제16회      | 3월 4일     | 10.851%        | 11.783%      | %              |
| 평균 시청률 | 평균 시청률 | 8.410%         | 9.183%       | %              |

## 결방 사유
- 2019년 2월 5일 : 설 연휴로 인해 결방되며, 《왕이 된 남자》의 명장면과 여진구와 이세영, 김상경 등의 코멘터리로 구성된 스페셜이 방송됨.[3]

## 수상 및 후보
| 연도 | 시상식                      | 부문                     | 수상작(자) | 결과 | 출처 |
| ---- | --------------------------- | ------------------------ | ---------- | ---- | ---- |
| 2019 | 제55회 백상예술대상         | TV부문 남자 최우수연기상 | 여진구     | 후보 |      |
| 2019 | 제55회 백상예술대상         | TV부문 남자 조연상       | 김상경     | 후보 |      |
| 2019 | 제12회 코리아 드라마 어워즈 | 여자 우수연기상          | 이세영     | 수상 |      |

## 동시간대 드라마
- JTBC 월화드라마

《일단 뜨겁게 청소하라》 (2018년 11월 26일 ~ 2019년 2월 4일)
《눈이 부시게》 (2019년 2월 11일 ~ 2019년 3월 19일)